# Anyone
"Anyone" blev den andra singeln från svenska popduon Roxettes studioalbum Have a Nice Day. Singeln släpptes 1999.

## Låtinformation
"Anyone" är en balladlåt med instrument som piano, saxofon och stråkar. Maxisingeln innehöll videon till "Wish I Could Fly". I Japan släpptes den som dubbel A-sida med "Pay The Price" trots att låten saknade video.[källa behövs]

## Listframgångar
"Anyone" räknas ofta som en flopp då den i Europa aldrig fick samma framgång som föregångaren.[källa behövs] Den gick in på listan bara i Nederländerna på placeringen #73, Tyskland (utanför topp 50), Sverige (där den misslyckades med att nå topp 30) och Schweiz, där den hade de största framgångarna med två veckor på topp 30.[källa behövs] Brittiska EMI vägrade släppa "Anyone" på grund av dåliga placeringar för singeln ute i Europa. Men i Sydamerika fick "Anyone" mer uppmärksamhet och ländernas radiostationer gav senare även mycket speltid åt den spanskspråkiga versionen "Alguien".[källa behövs]

## Musikvideo
Videon spelades in på Tróiahalvön i Portugal.[källa behövs]

## Låtlista
Anyone (CDM) 
Släppt: 10 maj 1999 // Roxette Recordings / 8868920
1. "Anyone"
2. "Anyone" (T&A demo, July 29, '98)
3. "Cooper" [Closer to God]
4. "You Don't Understand Me" (Acoustic Abbey Road version, 15 november 1995)
5. "Wish I Could Fly" (video)

## Listplaceringar
| Lista (1999)       | Position |
| ------------------ | -------- |
| Belgien (Flandern) | 30       |
| Nederländerna      | 73       |
| Schweiz            | 30       |
| Sverige            | 35       |

### Fotnoter
1. ↑  ”Roxette”. Arkiverad från originalet den 24 augusti 2011. https://web.archive.org/web/20110824031633/http://www.roxette.se/discography.php. Läst 22 maj 2011.
2. ↑  Thorselius (2002),s.454
3. ↑  ”Listplacering”. http://www.ultratop.be/nl/showitem.asp?interpret=Roxette&titel=Anyone&cat=s. Läst 22 maj 2011.
4. ↑  ”Listplacering”. http://dutchcharts.nl/showitem.asp?interpret=Roxette&titel=Anyone&cat=s. Läst 22 maj 2011.
5. ↑  ”Listplacering”. http://hitparade.ch/showitem.asp?interpret=Roxette&titel=Anyone&cat=s. Läst 22 maj 2011.
6. ↑  ”Listplacering”. http://swedishcharts.com/showitem.asp?interpret=Roxette&titel=Anyone&cat=s. Läst 22 maj 2011.